# منظومة التكامل في أمريكا الوسطى
منظومة التكامل في أمريكا الوسطى (بالإسبانية: Sistema de la Integración Centroamericana)‏ وتعرف اختصارا ب سيكا أو SICA، كانت المنظمة الاقتصادية والسياسية لدول أمريكا الوسطى منذ 1 فبراير 1993. في 13 ديسمبر 1991، وقعت بلدان منظمة دول أمريكا الوسطى (بالإسبانية: Organización de Estados Centroamericanos)‏ على بروتوكول تيغوسيغالبا (بالإسبانية: Tegucigalpa)‏، لتوسيع التعاون في وقت سابق من أجل السلام الإقليمي، والحرية السياسية، الديمقراطية والتنمية الاقتصادية. تقع الأمانة العامة للمنظمة في السلفادور.
In 1991، SICA's institutional framework included غواتيمالا، السلفادور، هندوراس، نيكاراغوا، كوستاريكا and بنما. انضمت بليز في 1998 كعضو كامل العضوية، فيما انضمت جمهورية الدومينيكان أولا في 2004 كعضو مشارك ثم أصبحت عضوا كامل العضوية في 2013. المكسيك وتشيلي والبرازيل أصبحوا جزءا من التكتل كمراقبين إقليميين، وتايوان وإسبانياوألمانيا واليابان كمراقبين غير إقليميين. منظمة سيكا لديها دعوة دائمة للمشاركة بصفة مراقب في دورات الجمعية العامة للأمم المتحدة، كما لديها مكاتبها الخاصة في مقر الأمم المتحدة.

## المقر
حصلت منظومة التكامل في أمريكا الوسطى على الدعم من الجمعية العامة للأمم المتحدة في قرارها A/48L بتاريخ 10 ديسمبر 1993. بموجب بروتوكول تيغوسيغالبا، تعد منظمة سيكا تابعة للأمم المتحدة.

## الدول الأعضاء
| العلم        | الدولة              | العاصمة       | الرمز        | تاريخ الانضمام | عدد السكان | المساحة                     | الكثافة السكانية   |
| ------------ | ------------------- | ------------- | ------------ | -------------- | ---------- | --------------------------- | ------------------ |
|              | بليز                | بلموبان       | BZ           | 1998           |            | 22,966 كـم2 (8,867 ميل2)    | 16/كم2 (41/ميل2)   |
|              | كوستاريكا           | سان خوسيه     | CR           | عضو مؤسس       |            | 51,100 كـم2 (19,700 ميل2)   | 95/كم2 (250/ميل2)  |
|              | جمهورية الدومينيكان | سانتو دومينغو | DR           | 2013           |            | 48,671 كـم2 (18,792 ميل2)   | 219/كم2 (570/ميل2) |
|              | السلفادور           | سان سلفادور   | SV           | عضو مؤسس       |            | 21,041 كـم2 (8,124 ميل2)    | 302/كم2 (780/ميل2) |
|              | غواتيمالا           | غواتيمالا     | GT           | عضو مؤسس       |            | 108,889 كـم2 (42,042 ميل2)  | 152/كم2 (390/ميل2) |
|              | هندوراس             | تيغوسيغالبا   | HN           | عضو مؤسس       |            | 112,090 كـم2 (43,280 ميل2)  | 81/كم2 (210/ميل2)  |
|              | نيكاراغوا           | ماناغوا       | NI           | عضو مؤسس       |            | 130,370 كـم2 (50,340 ميل2)  | 47/كم2 (120/ميل2)  |
|              | بنما                | بنما (مدينة)  | PA           | عضو مؤسس       |            | 75,420 كـم2 (29,120 ميل2)   | 53/كم2 (140/ميل2)  |
| 8 في المجموع | 8 في المجموع        | 8 في المجموع  | 8 في المجموع | 8 في المجموع   | 58٬096٬944 | 570,547 كـم2 (220,289 ميل2) | 102/كم2 (260/ميل2) |

## التكامل الاقتصادي

### عملة أمريكا الوسطى الموحدة
لم يقم بنك أمريكا الوسطى للتكامل الاقتصادي بتقديم أية عملة مشتركة خاصة بدول المنظمة. ومع ذلك، ولأغراض رسمية، يشار إلى الدولار الأمريكي في بعض الأحيان باسم «بيزو أمريكا الوسطى». لا توجد عملات معدنية أو أوراق نقدية بهذه العملة، ولا يُعرف عنها كثيرا خارج الدوائر القانونية. تعمل أمريكا الوسطى على الرفع من تنميتها الاقتصادية الإقليمية، وتسريع عملية التكامل الاجتماعي والسياسي والاقتصادي. تتمتع المنطقة بتنويع الإنتاج والمرونة في الأجور. ومع ذلك، هناك نقص في تزامن دورات العمل، ومستويات متباينة من ديون القطاع العام، ومعدلات تضخم متباينة، ومستويات منخفضة للتجارة داخل الإقليم.

### تكامل السياسات
هناك مقترحات للنظر في اعتبار السفر الجوي بين الدول الإقليمية كسفر محلي، وإلغاء رسوم التجوال على المكالمات الهاتفية وإنشاء سجن إقليمي (تابع لمحكمة العدل في أمريكا الوسطى) للتصدي للتجارة الإقليمية في المخدرات والجرائم الدولية.

## المؤسسات

### برلمان أمريكا الوسطى
تم إنشاء برلمان أمريكا الوسطى في 20 أكتوبر 1991. يمثل كل بلد عضو 22 نائبا منتخبا. لم تصادق كوستاريكا على الاتفاق، وهي غير ممثلة في البرلمان.

### محكمة العدل لدول أمريكا الوسطى
للمحكمة اختصاص النظر في القضايا:
- بين الدول الأعضاء.
- بين دولة عضو ودولة غير عضو تقبل اختصاص المحكمة.
- بين الدول ومقيم في دولة عضو.
- فيما يتعلق بعملية التكامل بين دول المنظمة والدول الأعضاء (أو الأشخاص).

يجوز للمحكمة أن تقدم استشارة للمحاكم العليا في المنطقة. في عام 2005، قضت بأن إصلاحات الكونغرس في نيكاراغوا (التي أزالت السيطرة على المياه والطاقة والاتصالات السلكية واللاسلكية من الرئيس إنريكي بولانيوس) «غير قابلة للتطبيق قانونًا». اعتبارا من يوليو2005، قامت المحكمة بالفصل في 70 دعوة قضائية منذ عام 1994.